# Perquie
Perquie é uma comuna francesa na região administrativa da Nova Aquitânia, no departamento Landes. Estende-se por uma área de 26,73 km². Em 2010 a comuna tinha 356 habitantes (densidade: 13,3 hab./km²).

## Geografia
Suas cidades vizinhas são Villeneuve-de-Marsan a 2,4 km, Arthes-d'Armagnac a 3 km, Saint-Gein a 4,8 km, Pujo-le-Plan a 4,5 km e Hontanx a 6 km. A cidade grande mais próxima é Mont-de-Marsan a 18 quilômetros sul, onde também está a estação de trem mais próxima.

## Atrações
O castelo de Ravignan é uma residência ao estilo Luís XIII localizada na comuna. Sua estrutura é rodeada por jardins e matas. O edifício atual foi construído nas ruínas de um castelo medieval em 1663. Recebeu o título de 'monument historique' do Ministério da Cultura Francês. As adegas do castelo produzem conhaque Armagnac há mais de três séculos. Dentro do edifício são listados móveis, objetos antigos, trajes do século XVIII, assim como uma série de desenhos e gravuras representando Henrique IV.

## Economia
O número de pessoas com idade de 15 a 64 anos em 2020 era de 178, das quais 78% eram economicamente ativas e 22% inativas. A taxa de desemprego era de 5%.